# Samaritain (Coran)
Ne doit pas être confondu avec Samaritains ou Samaritain (homonymie).
موسى ابن ظفار
Compléments
Connu pour avoir fait adorer le veau d'or aux Hébreux durant l'absence de Moïse.
Al-Samari (en arabe : السامري, al-Sāmirī), appelé traditionnellement Moussa ibn Zafar ou le Samaritain, désigne un disciple  rebelle du Moussa coranique. Selon le récit musulman, le Samaritain aurait incité à créer le veau d'or, et aurait tenté de conduire les Hébreux à l'idolâtrie, alors que Moïse était absent pendant quarante jours sur le mont Sinaï, recevant le Décalogue.
D'après les islamologues, l'invention de ce personnage permet à Mahomet de dédouaner les Juifs, qu'il ne connaît pas avant son installation à Médine, de la responsabilité de la création du veau d'or, ainsi que d'expliquer pourquoi les Samaritains (qui n’existaient pas encore) sont séparés des Hébreux.

## Étymologie
Rubin fait apparaître ce nom d'une évolution du nom biblique Zimri présent dans le livre des nombres et qui présente une forte affinité avec le récit coranique. Pour Pregill, le terme Al-Samari  ne doit pas être compris comme « samaritain » mais comme « samarien », faisant ainsi référence à Aaron. Pour l'auteur, ce surnom donné à Aaron permet d'expliquer la naissance d'un culte différent en Samarie.

## Récit coranique

### Résumé
Dans la vingtième sourate du Coran, le récit du veau d'or est raconté des versets 83 à 98 : Moïse est informé que Dieu a tenté les Hébreux en son absence. Ce passage contient l'épisode de l'adoration du veau d'or mais aussi les reproches faits par Moïse aux hébreux à son retour. Inspiré du récit de l'Exode, celui-ci possède un certain nombre de différences, comme l'absence d'explication quant à l'absence si longue de Moïse. Bien que Aaron soit cité, la responsabilité de la fabrication du veau d'or est rejetée sur un personnage appelé al-Samari.
Cet épisode coranique se retrouve dans d'autres passages coranique  mais le seul autre récit complet se trouve dans la sourate 7, montrant à quel point ces deux sourates possèdent un « haut niveau d'interdépendance littéraire » Une différence entre ces deux passages est la mise en avant de la figure d'al-Samari dans la sourate 20. Pour Bell, les passages concernant al-Samari sont des interpolations tardives au sein du texte de la sourate 20.

### Sources du récit
Ce récit est sans doute issu de plusieurs sources. Selon une théorie d'I. Goldhizer, le Samaritain serait une référence à Zimri, fils de Salou et prince de la tribu de Siméon (Nb 25:14) : l'arabe al-Sāmirī est très proche de son prénom, et il a défié Moïse en épousant une Moabite. Selon celle de Schwartzbaum, le récit coranique serait une fusion entre l'histoire du veau d'or de Moïse et celle des veaux d'or du roi Jéroboam Ier : les veaux de Jéroboam Ier étaient capable de mugir selon le Talmud, et la Bible indique que la capitale royale était Sichem, haut centre religieux samaritain. Schwartzbaum conjecture que cela peut être un reliquat du mythe du Juif errant, qui dit aussi de ne pas le toucher. Sa condamnation trouve des parallèles dans la littérature syriaque et certains éléments linguistiques montrent que l'auteur de ce passage était « très probablement familier de la tradition syriaque ».
Les chercheurs reconnaissent, dans le récit coranique, un récit issus du texte biblique mais intégrant les évolutions et remaniements des textes traditionnels juifs et chrétiens. En cela, le texte coranique est encore un exemple d'écrit de type midrashique.

## Traditions islamiques
Les livres de la Tradition font du Samaritain un homme important parmi les Israélites, dont le nom était Moussa ibn Zafar, issu de la tribu de Samira, dont la religion était différente des autres. Pour Pregill, le récit du Veau d’or est un « excellent exemple de la façon dont le tafsir fonctionne pour reconstruire radicalement la signification des récits coraniques en accord avec les priorités exégétiques et théologiques de la communauté musulmane émergente ». Pour l’auteur, le récit d’une image vivante du veau est une invention d’un rédacteur de tafsīr, tandis que le récit évoque une image de veau vivant.

## Interprétation historique

### Explication coranique de la mise à l'écart des Samaritains
Le fait que les Samaritains ne peuvent pas avoir de contacts avec les Hébreux put être considéré par Mahomet comme une punition pour un péché, qu'il a expliqué ainsi. Ainsi, ce passage serait un épisode étiologique dont le but serait d'expliquer la situation contemporaine aux rédacteurs du Coran. Ainsi, la séparation des samaritains et des hébreux ne serait pas liée à un particularisme religieux mais serait la conséquence de cette punition divine.

### Un personnage permettant l'innocence d'Israël
Jacqueline Chabbi juge les récits coraniques du veau d'or « passablement contradictoires » : celui de la sourate 20 (mecquoise) introduit le personnage énigmatique du Samaritain, qui pousse les « fils d'Israël », peuple de Moïse, et à construire le veau, permettant de les innocenter. Celui de la sourate 7 est en « contexte médinois, à un moment où manifestement la polémique de Mohammed avec les tribus juives de l'oasis a déjà éclaté et atteint une grande virulence. La narration est beaucoup plus en phase que la première avec le déroulé de l'action du récit biblique. […] Cette fois en effet, les fils d'Israël ne sont pas innocentés, mais directement mis en cause. »